# Megasema pelita
Megasema pelita là một loài bướm đêm trong họ Noctuidae.